# Scala TORRO
La scala TORRO (ufficialmente TORRO tornado intensity scale o T-scale) è una scala che misura l'intensità dei tornado usata prevalentemente nel Regno Unito ma anche, in maniera sporadica, nel resto d'Europa. È stata elaborata dal meteorologo e fisico britannico Terence Meaden, Fondatore Dell'organizzazione di ricerca sui tornado e sulle tempeste (Tornado and Storm Research Organisation; TORRO), un'organizzazione meteorologica britannica atta a studiare le forme di maltempo estremo. La scala è stata concepita come un'estensione della scala Beaufort.

## Storia e derivazione della scala
La scala è stata testata dal 1972 al 1975 ed è stata resa pubblica ad una riunione presso la Royal Meteorological Society nel 1975. La scala parte dal grado T0 che corrisponde all'ottavo numero sulla scala Beaufort tramite la formula:
B = 2 (T + 4)
Da cui si può ricavare la formula inversa:
T = (B/2 - 4)
Tramite questa relazione si può estrapolare interamente il rapporto fra le due scale:
| Scala Beaufort | B | 8 | 10 | 12 | 14 | 16 | 18 | 20 | 22 | 24 | 26 | 28 | 30 |
| Scala TORRO    | T | 0 | 1  | 2  | 3  | 4  | 5  | 6  | 7  | 8  | 9  | 10 | 11 |

## Altre formule
La scala TORRO è stata elaborata per avere 11 categorie, da T0 a T10, ma può essere ulteriormente estesa applicando queste formule:
V = 2,365 (T+4)3/2 m/s
V = 8,511 (T+4)3/2 km/h
V = 5,289 (T+4)3/2 mph
V = 4,596 (T+4)3/2 kn
Dove V è la velocità del vento e T e il grado sulla scala TORRO. Ad esempio se si volesse calcolare la velocità del vento (in km/h) in un Tornado T11 si dovrebbe applicare la formula nel seguente modo:
V = 8,511 (11+4)3/2 = 494,4 km/h
Queste velocità sono comparabili con i venti registrati in alcuni tornado violenti verificatosi negli Stati Uniti (il tornado del 1999 che ha colpito le cittadine di Bridge Creek e Moore, con una velocità del vento registrata di 484 ± 32 km/h e il tornado di El Reno del 2013 dove è sono stati registrati venti >475 km/h).

## Differenze con la scala Fujita
La principale differenza fra la scala Fujita e la scala TORRO riguarda il fatto che quest'ultima è una scala basata esclusivamente sul vento e non sui danni come la scala Fujita. A causa della difficoltà nel misurare con precisione e affidabilità i venti all'interno di un tornado spesso risulta difficile classificare accuratamente un tornado su questa scala. Per venire a fronte di questo problema nel 2004 è stata proposta l'elaborazione di una nuova scala frutto dell'unione della scala Fujita e della scala TORRO, che si sarebbe dovuta chiamare scala TF (TF scale), progetto però saltato con l'introduzione dell'Enhanced Fujita scale avvenuta nel 2007 negli Stati Uniti.

## La scala
| CATEGORIA | VELOCITÀ DEL VENTO | VELOCITÀ DEL VENTO | VELOCITÀ DEL VENTO | DANNI |
| CATEGORIA | KM/H               | MPH                | M/S                | DANNI |
| --------- | ------------------ | ------------------ | ------------------ | --- |
| FC        | 0-60               | 0-38               | 0-16               | Nessun danno. (Nube a imbuto, nessun tornado) Nessun danno strutturale se non danni minori sulla cima di struttura particolarmente alte, come torri, grattacieli, antenne radio, ecc. Nessun danno a livello del suolo, fatta eccezione per l'agitazione vigorosa delle cime degli alberi più alti con caduta di piccoli rami. |
| T0        | 61- 86             | 39-54              | 17-24              | Danni leggeri Piccoli detriti e polveri si sollevano da terra con un movimento a spirale. Tende e gazebo vigorosamente agitati. Le tegole più esposte possono essere dislocate. Abbondante caduta di ramoscelli dagli alberi. Bidoni della spazzatura spazzati via e vasi da giardino rovesciati. Può lasciare una traccia riconoscibile attraverso i campi                                                                                     |
| T1        | 87- 115            | 55-72              | 25- 32             | Danni modesti Sedie a sdraio, piccole piante e detriti vari vengono sollevati da terra. Capannoni lievemente danneggiati. Maggiore dislocazione delle tegole. Comignoli danneggiati e dislocati. Recinzioni di legno abbattute. Danni leggeri ad alberi e aiuole. Le finestre socchiuse possono essere spalancate distruggendo i chiavistelli.                                                                                                  |
| T2        | 116-147            | 73-92              | 33-41              | Danni moderati Anche le case mobili più pesanti sono spostate visibilmente; le roulette leggere sono spazzate via. Casette da giardino distrutte. I tetti dei garage sono strappati dagli ancoraggi e le porte sono distrutte. Grave perdita di tegole dai tetti e comignoli distrutti. Danni diffusi agli alberi, con grossi rami strappati; gli alberi più piccoli sono sradicati. Le finestre sono spalancate o perdono i vetri              |
| T3        | 148- 184           | 93- 114            | 42- 51             | Danni notevoli Case mobili rovesciate e/o severamente danneggiate; le roulette leggere sono completamente distrutte. I garage e i deboli prefabbricati sono distrutti. Le travi dei tetti sono notevolmente esposte. Alcuni grossi alberi possono essere sradicati o spezzati. Detriti pesanti scagliati in aria col potenziale di creare danni secondari (e.g. rompere finestre).                                                              |
| T4        | 184-220            | 115-136            | 52-61              | Danni gravi Le automobili e altri veicoli sono sollevati da terra. Le case mobili vengono lanciate in aria o distrutte. Capannoni lanciati su grandi distanze. Tetti rimossi completamente da alcune case. Travi completamente esposte nei tetti di case in muratura ben costruite. Timpani strappati dai tetti. Un gran numero di alberi sradicati o spezzati. Detriti leggeri trasportati su grandi distanze.                                 |
| T5        | 221-259            | 137-160            | 62-72              | Danni pesanti Veicoli pesanti (e.g. 4x4, camion da 4 tonnellate) sollevati da terra. Piastrelle, tetti e parti delle pareti dei piani superiori strappati dalle case. Oggetti aspirati all'esterno degli edifici, inclusi pareti divisorie e mobili. Gli edifici particolarmente deboli e antichi possono crollare completamente. Pali della luce spezzati o piegati al livello del terreno.                                                    |
| T6        | 260-299            | 161-186            | 73-83              | Devastazione moderata Case ben costruite gravemente danneggiate o del tutto distrutte. Mattoni e blocchi di cemento diventano pericolosi detriti volanti ad alta velocità. La maggior parte delle finestre sui grattacieli sono distrutte. I piloni di trasmissione elettrica sono contorti. Istanze di danni inusuali e.g. oggetti incorporati nelle pareti o strutture leggere (capannoni) sollevate in aria e ricadute senza apparenti danni |
| T7        | 300-342            | 187-212            | 84-95              | Devastazione notevole Case in legno e/o mattoni completamente distrutte; magazzini con intelaiatura in acciaio fortemente danneggiati o distrutti. Locomotive lanciate in aria. Notevole scortecciatura degli alberi da parte dei detriti volanti. I grattacieli possono presentare deformazioni strutturali. |
| T8        | 343-387            | 213-240            | 96-107             | Devastazione severa Automobili e altri veicoli trasportati su grandi distanze. Case in legno distrutte con i detriti sparsi per grandi distanze; edifici rinforzati in acciaio notevolmente danneggiati o distrutti. Detriti molto pesanti, come travi in acciaio, lanciati su grandi distanze. Grande livello di distruzione lungo i margini del percorso del tornado. Grattacieli deformati significativamente.                               |
| T9        | 388-432            | 241-269            | 108-120            | Devastazione quasi totale Diversi edifici rinforzati in acciaio completamente distrutti. Locomotive o treni interi lanciati su distanze significative. Scortecciatura totale di qualsiasi tronco d'albero rimasto in piedi. I grattacieli presentano gravi deformazioni strutturali. Sopravvivenza possibile esclusivamente in bunker rinforzati o rifugi sotterranei.                                                                          |
| T10       | 433-482            | 270-299            | 121-134            | Super tornado; devastazione totale Edifici in cemento armato criticamente danneggiati; case in legno o mattoni spazzate completamente via dalle fondamenta. Il passaggio del tornado lascia un tracciato facilmente identificabile dove sono quasi completamente assenti alberi, la vegetazione in generale e le strutture di natura umana. |
| T11       | >483               | >300               | >135               | Tornado colossale; devastazione incredibile Edifici in cemento armato quasi completamente distrutti. Istanze di danni incredibili (e.g. tetti in cemento strappati da rifugi sotterranei). Fine granulazione dei detriti. Erba e asfalto completamente rimossi dal suolo; terreno scavato a profondità notevoli (diverse decine di centimetri). Grattacieli ridotti a scheletri estremamente deformati se non del tutto distrutti.              |

La categoria più alta ufficialmente utilizzata è T8 anche se alcuni tornado europei estremamente violenti avvenuti in passato o nell'ex Unione Sovietica sono stati classificati ufficiosamente come T10 tramite l'analisi di dati postumi. La categoria T11 non era presente originariamente nella scala ed è stata aggiunta in maniera semi-ufficiale dopo il tornado di Moore nel 1999.
La scala è suddivisa nelle seguenti tre macrocategorie:
| T0     | T1     | T2     | T3     | T4    | T5    | T6    | T7    | T8       | T9       | T10      | T11      |
| DEBOLE | DEBOLE | DEBOLE | DEBOLE | FORTE | FORTE | FORTE | FORTE | VIOLENTO | VIOLENTO | VIOLENTO | VIOLENTO |